# Ofir
Ofir o Ophir (in ebraico אוֹפִיר‎?) è un porto o una regione menzionata nella Bibbia, famosa per la sua ricchezza. Si suppone che Re Salomone ricevesse ogni tre anni da Ofir un carico di oro, argento, legno di sandalo, pietre preziose, avorio, scimmie e pavoni.

## Posizioni teorizzate o ipotizzate

### Africa
Studiosi della Bibbia, archeologi ed altri hanno cercato di determinare l'esatta posizione di Ofir. Il compagno di Vasco da Gama, Tomé Lopes ipotizzò che Ofir poteva esser stato l'antico nome del Grande Zimbabwe nello Zimbabwe, il principale centro di commercio sub-africano per l'oro nel Rinascimento — anche se le rovine del Grande Zimbabwe sono oggi datate al periodo medievale, molto tempo dopo di quando Salomone sarebbe vissuto.
L'identificazione di Ofir con Sofala in Mozambico viene menzionata da Milton in Paradiso perduto (11:399-401), tra molte altre opere della letteratura e della scienza.
Un'altra possibilità è la sponda africana del Mar Rosso, potendo forse il nome essere derivato dal popolo Afar dell'Etiopia, Eritrea, e Gibuti.
A favore delle localizzazioni africane sta il fatto che, nel testo biblico, si cita esplicitamente che il porto di partenza delle navi ebraiche dirette ad Ophir era il porto di Ezion-Geber sul Mar Rosso (Golfo di Aqaba), nei dintorni dell'attuale porto israeliano di Eilat.

### Americhe
Il teologo Benito Arias Montano (1571) propose di collegare Ofir al nome del Perù, ipotizzando che i nativi peruviani siano quindi stati discendenti di Sem e Ofir.
I fautori della connessione precolombiana transoceanica tra Eurasia e Americhe hanno anche suggerito località come gli odierni Perù o Brasile.

### Asia
In Il Re del Mare (1906) Emilio Salgari identifica Ofir e il Chersoneso Aureo, mitica regione ricca d'oro e d'argento, con l'isola indonesiana di Sumatra.
Nel corso del XIX secolo, il filologo tedesco Friedrich Max Müller (1823 – 1900 ) identificò – per via di similitudine semantica - la mitica Ophir con Abhira, un antico porto i cui resti si trovano a pochi chilometri dall'attuale città di Hyderabad, in Pakistan. Oggigiorno le rovine sono distanti dalla costa, ma – nel 1000 a.C. la città distava pochi chilometri dall'allora linea costiera. Benjamin Walzer, a sua volta identifica Ophir con una città vicina, Amri. Oggigiorno, i filologi sono divisi sulla localizzazione di Ophir. Secondo alcuni, essa va ricercata nell'attuale Oman, sulle coste del Golfo Persico, dove sorgeva la città di Ubar. Secondo altri, è identificabile con la città di Poovar, in India (nello Stato di Kerala, sul Mare Arabico). La localizzazione nel Kerala, e nel dirimpettaio Sri Lanka, zone ricche di miniere d'oro e di gemme preziose, d'avorio, di animali esotici e di legno pregiato (mogano, ebano, tek, etc.), è agevolato dal termine ebraico che identifica il pavone (“Thukki”), molto simile al corrispettivo termine nella lingua tamil (“Thogkai”). Nel qual caso, i porti di Tarshish, Mantai e Kurdiramalai, non lontano dalla attuale città di Jaffna, ove vive la popolazione Oviyar potrebbero essere effettivamente le localizzazioni corrette.

### Oceania
Quando nel 1568 il navigatore spagnolo Álvaro de Mendaña de Neira scoprì l'arcipelago delle Isole Salomone, pensò di aver trovato il biblico regno di Ofir (Libro delle Cronache), sede delle miniere di re Salomone.